# Zraščena mesnatovka
Zraščena mesnatovka (znanstveno ime Albatrellopsis confluens) je gliva iz rodu mesnatovk (Albatrellopsis). Leta 1993 je bil na podlagi morfoloških značilnosti in filogenetske analize prerazvrščen iz rodu Albatrellus v Albatrellopsis. Nedavna molekularna filogenetska analiza je pokazala visoko podobnost zaporedja z Albatrellopsis flettii in potrdila to prerazvrstitev.

## Značilnosti
Klobuk ima v premeru od 3 do 15 cm. Je polkrogel ali nepravilno okrogel in luskast na robovih. Barva površine je krem ali marelična z oranžnim odtenkom, včasih tudi rdečkasto rjava ali oker. Koža v sušnem obdobju razpoka. Običajno se pojavlja v skupinah zraščenih plodov, skupnega premera do 50 cm.
Trosovnica je sestavljena iz do 3 mm dolgih cevk, ki se spuščajo po betu navzdol. Bele pore so zelo majhne in okrogle.
Bet je visok od 30 do 60 mm in ima premer 20 do 25 mm. Je kratek in nerazločen. Na klobuk je lahko pritrjen sredinsko, ekscentrično ali stransko. Je bele barve, včasih z mareličnim, rjastim odtenkom in lisami.
Meso je kremne barve. Ima grenak okus in šiber prijeten vonj.

## Razširjenost in življenjski prostor
Vrsta, razširjena v Evropi in Severni Ameriki, zabeležena pa je bila tudi na Japonskem in v Avstraliji.
Zraščena mesnatovka je saprofitna gliva. Sporadično se pojavlja v iglastih in mešanih gozdovih, najpogosteje pa v gorskih smrekovih gozdovih. Raste na tleh, posamično ali v strnjenih šopih. Najdemo jih lahko od julija do oktobra.

## Mikroskopske značilnosti
Trosni odtis je bele barve. Trosi so široko ovalni oziroma skoraj okrogli, brezbarvni, gladki in merijo 4,5–5 x 3–4,5 μm.

## Podobne vrste
- rumeneči mesnatovec (Albatrellus subrubescens) ima izrazitejši bet, klobuk je rjavo vijoličen, belkasto rumen ali oker rjav, steblo je belkasto z oranžno vijoličastimi ali rjavo oranžnimi lisami in raste v borovih gozdovih.
- ovčji mesnatovec (Albatrellus ovinus) ima zelo svetel klobuk, limonasto rumene pore, meso porumeni, ko se suši in ne raste v zraščene kepe.
- zeleneči razpokanec (Laeticutis cristata) ima rumeno-zelen do rjav klobuk in raste v listnatih, predvsem bukovih gozdovih, čeprav ga najdemo tudi v iglastih gorskih gozdovih.
- rumeni ježek (Hydnum repandum) ima igličasto trosovnico.

## Uporabnost
Mlade gobe so užitne, stare pa so grenke in neokusne.
Zraščena mesnatovka je znana po svojih zdravilnih lastnostih, zlasti zaradi prisotnosti bioaktivne spojine grifolin. Študije so pokazale, da grifolin izkazuje pomembno protirakavo delovanje z induciranjem apoptoze in spodbujanjem zaustavitve celičnega cikla, zlasti v celicah jajčnikov in človeških osteosarkomskih celic. Poleg tega je bilo ugotovljeno, da ima grifolin protivnetne in antioksidativne lastnosti.